# Vulnerability Scanner
Vulnerability Scanner sind Computerprogramme, die Zielsysteme auf das Vorhandensein von bekannten Sicherheitslücken hin untersuchen. 
Der Scanner bedient sich dabei Datenbanken mit Informationen zu diversen Sicherheitsproblemen wie z. B.:
- Einsatz bzw. Vorhandensein von unsicheren oder nicht notwendigen Services (Dienste)
- freigegebene bzw. nicht ausreichend gesicherte Shares (Freigaben)
- Fehler in der Konfiguration bzw. Anwendung von Passwort- und Benutzerrichtlinien
- offene Ports
- unzureichende Patchstände von Computerprogrammen und Diensten (Dienste).

Der Einsatz von Vulnerability Scannern kann auf zwei unterschiedliche Arbeitsweisen erfolgen:
Ohne Authentifizierung auf dem Zielsystem
Das Zielsystem wird dabei nur über das Netzwerk (von außen) auf Schwachstellen untersucht. In dieser Arbeitsweise können Detailprüfungen wie z. B. Verifikation von Patchständen der Betriebssystemkomponenten bzw. betriebssystemnahen Komponenten nicht durchgeführt werden.
Mit Authentifizierung auf dem Zielsystem
Der Scanner meldet sich am Zielsystem mit den im Scanner zum Zielsystem hinterlegten Anmeldedaten an und kann so eine erweiterte Prüfung durchführen.
Vulnerability Scanner können damit im Gegensatz zu Portscannern nicht nur die am Zielsystem erreichbaren Dienste und ggf. deren Versionen auf Schwachstellen prüfen, sondern ermöglichen auch eine Prüfung auf tatsächlich vorhandene Schwachstellen des verwendeten Betriebssystems und der angebotenen Dienste. 
Neben Scannern, die eine gesamtheitliche Prüfung eines Zielsystems auf Schwachstellen durchführen, gibt es eine Reihe von Scannern, die auf Detailaspekte spezialisiert sind. Besonders hervorzuheben sind in diesem Zusammenhang Web-Applikation-Scanner, deren Prüfmethoden auf Applikationen, die webbasierte Methoden einsetzen, optimiert sind.
Aufgrund der Komplexität lassen sich mit Vulnerability Scannern False-Positive-Erkennungen nicht vollständig ausschließen.